# Dance Dance Revolution 3rdMIX
Dance Dance Revolution 3rdMIX es el tercer videojuego de la serie Dance Dance Revolution, publicada por Konami el 30 de octubre de 1999. A pesar de que este juego es exclusivo de Japón, algunas máquinas están disponibles a nivel mundial. Incluye el decodificador MP3 para admitir más canciones, 35 de esta entrega de las 68 en total.

## Cambios
- Se agregan 3 modos de juego:
  - 3rd MIX: se activa por defecto, se agrega la opción Nonstop, que consiste en pasar 4 o más etapas sin parar.
  - 2nd MIX: (código: Izq., Izq., Der., Der.)  se activa la opción de 2nd MIX. se elimina el modo Nonstop pero, como contrapartida, se agrega la dificultad Maniac.
  - Step Step Revolution: usando el código, se activa la dificultad SSR (renombrado de Maniac, del 2nd MIX) aun cuando juega Doubles.
- Se puede escoger personajes (las precuelas lo eligen al azar).
- Flechas Vivid ya está disponible por defecto (Exc. para SSR, que se desbloquea por código).
- La barra de vida está dividida en 16 mini-barras, cambiándose a la barra electrónica al escoger el modo 2nd MIX.
- se introduce los colores para las flechas que no sean vivid y son para las notas 1/4 (rojas), 1/8 (azules),  y 1/16 (Amarillas) (el resto de las notas aparece verdes).
- Flechas Flat se desbloquea por código.
- 1ª versión que usa letras de canciones en pantalla.
- Artistas como Scotty D. hacen su aparición al arcade.

## Versiones regionales y alternativas
Diferentes versiones aparecieron en Asia, Corea y Norteamérica.
- Asia: se ha publicado una versión para Asia pero con pocas canciones.
- Corea: en marzo de 2000, se ha publicado una versión coreana del 3rd mix, con la excepción de reemplazo de canciones de la máquina por las canciones coreanas.
- 3rd MIX Plus: el 21 de julio de 2000, se ha publicado una versión actualizada que incluye canciones de Korea ver. 1, 7 canciones de consolas y algunas canciones de Dance Dance Revolution Solo 2000. Dificultad SSR está desbloqueada con esta entrega.

## Lista de canciones
En esta lista se encuentra 57 canciones en total, 35 canciones de esta entrega. Se elimina "Strictly Business". En 3rdMIX plus, hubo cambio de lista, debido a la eliminación del SSR, cuya dificultad (de vuelta a MANIAC) está para partida regular y se agrega 17 canciones más. Por defecto es la lista de 3rdMIX plus, usando el código de 2ndMIX se activa dicho modo y usando el código de SSR, aparece esta lista. Canciones con claqueta contiene video en entregas post-Supernova.
Nota: Esta lista es solo para Arcades.
| Canciones                                                                                       | Artistas                              | Notas |
| Lista original                                                                                  | Lista original                        | Lista original                                                                                                |
| Licencias de Dancemania (24 en total)                                                           | Licencias de Dancemania (24 en total) | Licencias de Dancemania (24 en total)                                                                         |
| ----------------------------------------------------------------------------------------------- | ------------------------------------- | --- |
| "BOOM BOOM DOLLAR (K.O.G G3 MIX)"                                                               | King Kong & D. Jungle Girls           | de Dancemania SPEED 3                                                                                         |
| "BUTTERFLY (UPSWING MIX)"                                                                       | SMiLE.dk                              | de Dancemania SPEED 2                                                                                         |
| "CAPTAIN JACK (GRANDALE REMIX)"                                                                 | CAPTAIN JACK                          | de Dancemania X3                                                                                              |
| "DAM DARIRAM"                                                                                   | JOGA                                  | de Dancemania X3                                                                                              |
| "DO IT ALL NIGHT"                                                                               | E-ROTIC                               | de Dancemania X4                                                                                              |
| "FLASHDANCE (WHAT A FEELING)"                                                                   | MAGIKA                                | de Dancemania SPEED 3                                                                                         |
| "FOLLOW THE SUN ('90 IN THE SHADE MIX)"                                                         | TRIPLE J                              | de Dancemania SPEED 2                                                                                         |
| "GET UP AND DANCE"                                                                              | FREEDOM                               | de Dancemania Club Classics                                                                                   |
| "GET UP (BEFORE THE NIGHT IS OVER)"                                                             | TECHNOTRONIC feat. YA KID K           | de Dancemania Super Classics 2                                                                                |
| "HOLIDAY"                                                                                       | WHO'S THAT GIRL!                      | de ZIPmania II                                                                                                |
| "IF YOU CAN SAY GOODBYE"                                                                        | KATE PROJECT                          | de Dancemania X2                                                                                              |
| "IN THE NAVY '99 (XXL Disaster Remix)"                                                          | CAPTAIN JACK                          | de Dancemania X3 Aparece como prueba en Dance Dance Revolution 2ndRemix (PS)                                  |
| "IT ONLY TAKES A MINUTE (Extended Remix)"                                                       | TAVARES                               | de Dancemania Super Classics 1                                                                                |
| "MR. WONDERFUL"                                                                                 | SMiLE.dk                              | de Dancemania X2                                                                                              |
| "OH NICK PLEASE NOT SO QUICK"                                                                   | E-ROTIC                               | de Dancemania X2                                                                                              |
| "OPERATOR"                                                                                      | PAPAYA                                | de Dancemania X3                                                                                              |
| "ROCK BEAT"                                                                                     | LOUD FORCE                            | de Dancemania X4                                                                                              |
| "SO MANY MEN"                                                                                   | ME & MY                               | de ZIPmania II                                                                                                |
| "THE RACE"                                                                                      | CAPTAIN JACK                          | de Dancemania X4 Aparece como prueba en Dance Dance Revolution 2ndRemix (PS)                                  |
| "TURN ME ON (HEAVENLY MIX)"                                                                     | E-ROTIC                               | de Dancemania SPEED 2                                                                                         |
| "UPSIDE DOWN"                                                                                   | COO COO                               | de Dancemania Super Classics 1                                                                                |
| "VOL. 4"                                                                                        | RAVERS CHOICE                         | de Dancemania SPEED 2                                                                                         |
| "WONDERFUL (UKS MIX)"                                                                           | X-TREME                               | de Dancemania SUMMERS 2                                                                                       |
| "XANADU"                                                                                        | THE OLIVIA PROJECT                    | de Dancemania EXTRA                                                                                           |
| Originales de Konami (11 en total)                                                              |                                       | |
| "AFRONOVA"                                                                                      | RE-VENGE                              | Original de Konami Naoki se renombra como Re-Venge o Reven-G                                                  |
| "DEAD END"                                                                                      | N&S                                   | Original de Konami                                                                                            |
| "DYNAMITE RAVE"                                                                                 | NAOKI                                 | dividida en 2 versiones: 1 para este juego y otra para DDR X Ranking de este juego                            |
| "END OF THE CENTURY"                                                                            | NO. 9                                 | Original de Konami Basado en la canción de Beethoven titulado Sinfonía Nº 9 en Re menor, Op. 125 "Ode to Joy" |
| "gentle stress (AMD SEXUAL MIX)" Cambiado el subtítulo a "Sensual mix" en entregas extranjeras. | MR. DOG feat. DJ SWAN                 | Remix de la canción de Beatmania IIDX 1: Substream                                                            |
| "GRADIUSIC CYBER ~AMD G5 MIX~"                                                                  | BIG-O feat. TAKA                      | Remix de la canción original de la versión Club de Dance Dance Revolution 2ndMix                              |
| "Jam Jam Reggae (AMD SWING MIX)"                                                                | RICE. C feat. jam master '73          | Remix de la canción original de Beatmania                                                                     |
| "La Señorita"                                                                                   | CAPTAIN. T                            | Original de Konami                                                                                            |
| "LUV TO ME (AMD MIX)"                                                                           | DJ KAZU feat. tiger YAMATO            | Remix de la canción original de Beatmania IIDX 1st Style                                                      |
| "PARANOiA Rebirth"                                                                              | 190'                                  | Original de Konami                                                                                            |
| "Silent Hill"                                                                                   | THOMAS HOWARD                         | Original de Konami                                                                                            |
| de 2nd mix de consola (3 en total)                                                              |                                       | |
| "20, NOVEMBER (DDR VERSION)"                                                                    | N.M.R. feat. DJ nagureo               | de Dance Dance Revolution 2ndMix solo como STEP BATTLE remix de la canción original de Beatmania              |
| "KEEP ON MOVIN'"                                                                                | N.M.R.                                | de Dance Dance Revolution 2ndMix solo como STEP BATTLE                                                        |
| "LET THEM MOVE"                                                                                 | N.M.R.                                | de Dance Dance Revolution 2ndMix solo como STEP BATTLE                                                        |
| Lista de 3rd MIX Plus                                                                           |                                       | |
| Licencias (10 total)                                                                            |                                       | |
| "BA KKWO"                                                                                       | LEE JUNG HYUN                         | de 3rdMix Korea Ver.1                                                                                         |
| "BU DAM"                                                                                        | BACK JI YOUNG                         | de 3rdMix Korea Ver.1                                                                                         |
| "BUMBLE BEE"                                                                                    | bambee                                | de ZIPmania III Aparece como prueba en Dance Dance Revolution 3rdMix (PS)                                     |
| "BYUL"                                                                                          | TEAM                                  | de 3rdMix Korea Ver.1                                                                                         |
| "FACE"                                                                                          | N.R.G.                                | de 3rdMix Korea Ver.1                                                                                         |
| "GIMME GIMME GIMME"                                                                             | E-ROTIC                               | de Dancemania X5 Aparece como prueba en Dance Dance Revolution 3rdMix (PS)                                    |
| "HERO (KCP DISCOTIQUE MIX)"                                                                     | PAPAYA                                | de Dancemania BASS#6                                                                                          |
| "SUNG SUK"                                                                                      | SPACE A                               | de 3rdMix Korea Ver.1                                                                                         |
| "TELL ME TELL ME"                                                                               | S#ARP                                 | de 3rdMix Korea Ver.1                                                                                         |
| "WA"                                                                                            | LEE JUNG HYUN                         | de 3rdMix Korea Ver.1                                                                                         |
| de las versiones caseras (7 en total)                                                           |                                       | |
| "AFTER THE GAME OF LOVE"                                                                        | NPD3                                  | de Dance Dance Revolution 3rdMix (PS)                                                                         |
| "CUTIE CHASER"                                                                                  | CLUB SPICE                            | de Dance Dance Revolution 3rdMix (PS)                                                                         |
| "DROP THE BOMB"                                                                                 | Scotty D.                             | de Dance Dance Revolution 3rdMix (PS)                                                                         |
| "La Señorita Virtual"                                                                           | 2MB                                   | de Dance Dance Revolution 3rdMix (PS) Ending para este juego                                                  |
| "LOVE THIS FEELIN'"                                                                             | CHANG MA                              | de Dance Dance Revolution 2ndRemix (PS)                                                                       |
| "think ya better D"                                                                             | sAmi                                  | de Dance Dance Revolution 2ndRemix (PS) Ending de Dance Dance Revolution                                      |
| "TRIP MACHINE ~luv mix~"                                                                        | 2MB                                   | de Dance Dance Revolution 2ndRemix (PS)                                                                       |
| Retiradas de versiones anteriores (Única canción)                                               |                                       | |
| "STRICTLY BUSINESS"                                                                             | MANTRONIK VS EpMo                     | De Dance Dance Revolution 2ndMIX (originario de 1stMIX)                                                       |